# Anthroponymie
L'anthroponymie est l'étude des anthroponymes, c'est-à-dire des noms de personnes. Avec la toponomastique, il s'agit d'une des composantes théoriques principales de l'onomastique (étude de l'origine et de l'évolution des noms propres), elle-même sous-ensemble de la lexicologie.
Un anthropo-toponyme est un toponyme issu du nom d’une personne. L'étude de ces noms fait partie de la toponymie (étude des noms propres désignant un lieu), sous-branche de l'onomastique.
|                                |                                |                                |                                |                                |                                |                           |                           |                           |                           |                         |                         | linguistique            |                         |            |            |            |            |  |  |           |           |           |           |           |           |  |  |  |  |  |  |  |  |  |  |  |  |  |  |  |  |
|                                |                                |                                |                                |                                |                                |                           |                           |                           |                           |                         |                         |                         |                         |            |            |            |            |  |  |           |           |           |           |           |           |  |  |  |  |  |  |  |  |  |  |  |  |  |  |  |  |
|                                |                                |                                |                                |                                |                                |                           |                           |                           |                           |                         |                         |                         |                         |            |            |            |            |  |  |           |           |           |           |           |           |  |  |  |  |  |  |  |  |  |  |  |  |  |  |  |  |
|                                |                                |                                |                                | lexicologie tous les mots      | lexicologie tous les mots      | lexicologie tous les mots | lexicologie tous les mots | lexicologie tous les mots | lexicologie tous les mots |                         |                         | phonétique              | phonétique              | phonétique | phonétique | phonétique | phonétique |  |  | grammaire | grammaire | grammaire | grammaire | grammaire | grammaire |  |  |  |  |  |  |  |  |  |  |  |  |  |  |  |  |
|                                |                                |                                |                                | lexicologie tous les mots      | lexicologie tous les mots      | lexicologie tous les mots | lexicologie tous les mots | lexicologie tous les mots | lexicologie tous les mots |                         |                         | phonétique              | phonétique              | phonétique | phonétique | phonétique | phonétique |  |  | grammaire | grammaire | grammaire | grammaire | grammaire | grammaire |  |  |  |  |  |  |  |  |  |  |  |  |  |  |  |  |
|                                |                                |                                |                                | onomastique noms propres       |                                |                           |                           |                           |                           |                         |                         |                         |                         |            |            |            |            |  |  |           |           |           |           |           |           |  |  |  |  |  |  |  |  |  |  |  |  |  |  |  |  |
|                                |                                |                                |                                |                                |                                |                           |                           |                           |                           |                         |                         |                         |                         |            |            |            |            |  |  |           |           |           |           |           |           |  |  |  |  |  |  |  |  |  |  |  |  |  |  |  |  |
|                                |                                |                                |                                |                                |                                |                           |                           |                           |                           |                         |                         |                         |                         |            |            |            |            |  |  |           |           |           |           |           |           |  |  |  |  |  |  |  |  |  |  |  |  |  |  |  |  |
| anthroponymie noms de personne | anthroponymie noms de personne | anthroponymie noms de personne | anthroponymie noms de personne | anthroponymie noms de personne | anthroponymie noms de personne |                           |                           | toponymie noms de lieux   | toponymie noms de lieux   | toponymie noms de lieux | toponymie noms de lieux | toponymie noms de lieux | toponymie noms de lieux |            |            |            |            |  |  |           |           |           |           |           |           |  |  |  |  |  |  |  |  |  |  |  |  |  |  |  |  |

## Histoire
Albert Dauzat, qui publia un Traité d'anthroponymie française - Les noms de famille de France passant en revue, avec toute la rigueur scientifique souhaitable, quelque 120 000 patronymes (soit environ le tiers du corps national), peut être considéré comme le père de l'anthroponymie française contemporaine. Ses travaux ont été repris et perfectionnés par Marie-Thérèse Morlet.
L'étude des anthroponymes est relayée par des approches régionales récentes, comme Jean-Marie Thiébaud avec le Dictionnaire des noms de famille de Franche-Comté en deux volumes : le premier tome (1988) est consacré aux noms d'origine géographique, le second (1998) aux noms de métiers et aux sobriquets.

### Variations anthroponymiques
Les pratiques dans le choix du prénom donné varient en fonction des époques mais également géographiquement. Ainsi, en Italie du nord, au Moyen-âge, on évite de donner à son enfant le nom d'un parent vivant, car cela risquerait de créer entre les deux membres de la famille une rivalité. Cela n'est pas le cas dans la plupart des autres pays d'Europe, ce qui conduit à une plus grande diversité des noms portés en Italie par rapport à ceux portés dans les autres régions d'Europe.

### Révolution anthroponymique
En Europe, on utilise le terme révolution anthroponymique pour évoquer l'évolution des anthroponymes à la fin du Moyen-Âge. Cette révolution consista en la réduction du nombre de noms portés au sein de la population, les noms chrétiens devenant plus populaires. Alors que jusqu'aux XIe et XIIe siècles, le spectre des noms personnels était très large en Occident, celui-ci se réduit progressivement au cours des siècles suivants. Cette christianisation des prénoms fut portée par l’Église catholique.
Au XVIe siècle, dans le contexte de la Contre-Réforme, l’Église catholique recommande l'utilisation de prénom de saints. Notamment, pour les filles, l’Église catholique recommande l'utilisation de prénom de saintes féminines, et non de saints masculins dont le prénom aurait été féminisé.

## Glossaire
- anthroponyme : nom de personne(s)
- antonomase :  figure de style ou trope, dans lequel un nom propre ou une périphrase  est utilisé comme nom commun ou inversement.
- aptonyme : patronyme possédant un sens lié à la personne qui le porte, le plus souvent en relation avec son métier ou ses occupations
- autonyme : terme par lesquels les locuteurs désignent leur propre langue, ou leur propre ethnie[réf. nécessaire] (ce terme a diverses autres acceptions)
- cognomen : surnom d'un Romain
- ethnonyme : nom de peuple
- gentilé : désignation des habitants d’un lieu
- gentilice : nom d'un clan chez les Romains
- glottonyme ou glossonyme : nom de langue
- hagionyme : nom de saint
- hagiotoponyme: nom de lieu en rapport avec un saint, et par extension avec la religion
- matronyme : nom de famille transmis par la mère
- mononyme : nom unique identifiant généralement une personne, comme Voltaire ou Colette
- particule : préposition précédant un nom de famille
- patronyme : nom transmis par le père
- pseudonyme : nom d'emprunt d'une personne
- sobriquet : surnom, généralement dévalorisant, donné à une personne
- éponyme : est éponyme  la personne qui donne son nom à un objet, par extension à un lieu. Par exemple, l'empereur Constantin est l'éponyme de Constantinople
- homonyme: désignation des personnes, des villes, etc., qui portent le même nom
- autoethnonyme: nom qu'un groupe humain se donne à lui-même, et par lequel il se désigne.